# 야네스 얀샤
야네스 얀샤(슬로베니아어: Janez Janša [ˈjàːnɛs ˈjàːnʃa], 1958년 9월 17일, 류블랴나 ~)는 슬로베니아의 정치인이자 슬로베니아 민주당의 당수이며 2004년 12월 3일부터 2008년 11월 21일까지는 제6대 슬로베니아의 총리를 1차으로 지냈고 2012년 2월 10일부터 2013년 3월 20일까지는 제8대 슬로베니아의 총리를 2차으로 지낸 바가 있었지만 2018년 9월 18일부터 2020년 1월 27일까지 마랸 샤레츠 명단의 당수였던 마랸 샤레츠 前 슬로베니아의 총리가 슬로베니아의 총리직에서 사임한 후에는 2020년 1월 27일부터는 제12대 슬로베니아의 총리으로 선출한 뒤에 마랸 샤레츠 명단의 좌파 정권에서 슬로베니아 민주당의 우파 정권을 넘겨주며 3번째 취임을 하였으며 2022년 6월 1일까지 슬로베니아의 총리로 재직했다.